# Wiebeke Kruse

Wiebeke Kruse, Bildnis aus 1748, dem Jubiläumsjahr des dänischen Königshauses – Authentizität der Darstellung zweifelhaft, da Vorlage unbekannt

Wiebeke Kruse (dänisch: Vibeke Kruse, auch Wiebke; * um 1605 in Puls; † 28. April 1648 in Kopenhagen) war eine Mätresse des dänischen Königs Christian IV.

## Leben

### Herkunft

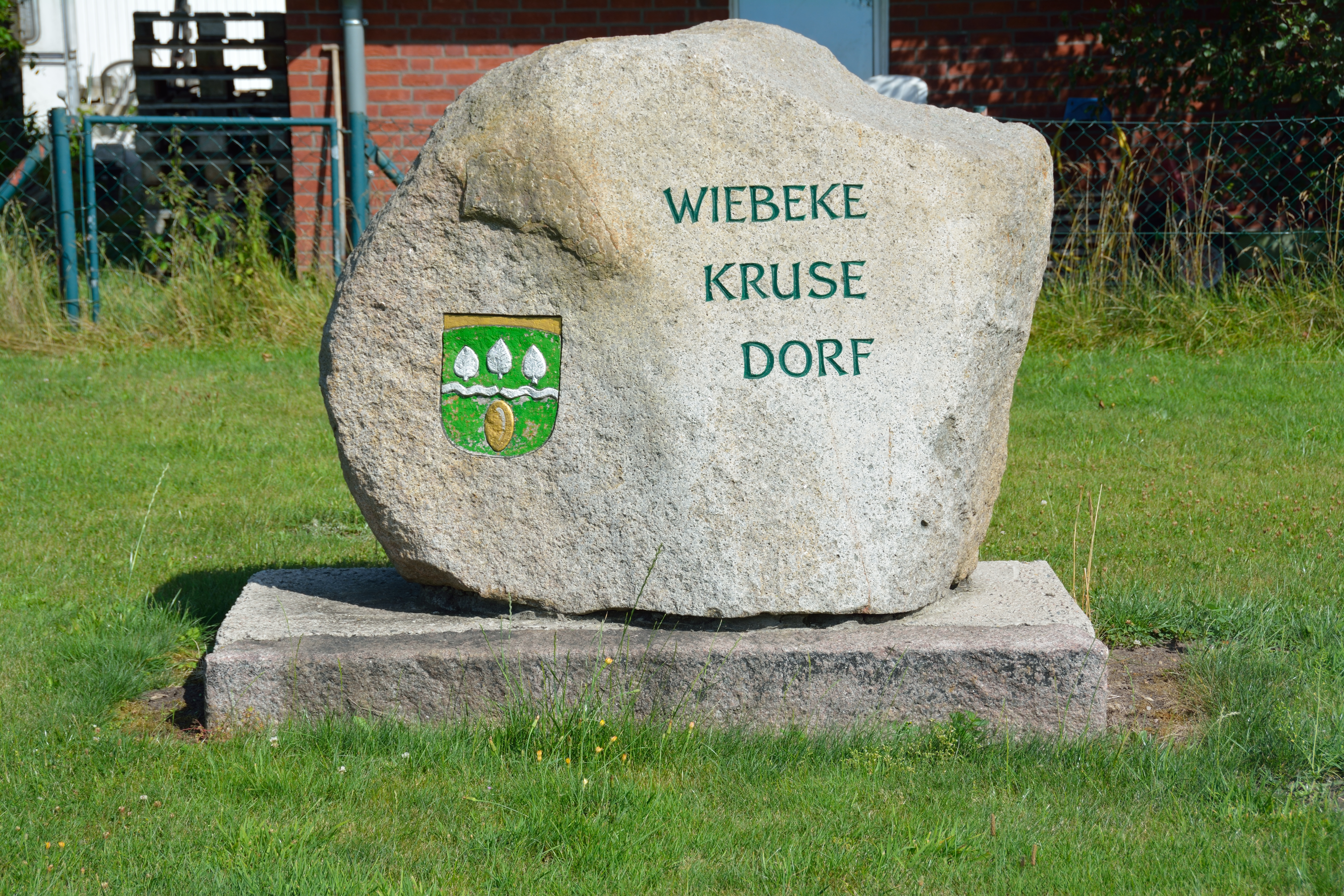
Gedenkstein in Föhrden-Barl

Die Herkunft der Wiebeke Kruse ist erst seit 2011 geklärt. Ihr urkundlich nachweisbarer Bruder H(e)inrich Kr(a)use war zunächst Verwalter auf dem Gut Drage und ab ca. 1632 Hausvogt in Krempe. Er war 1629 Inhaber eines Kirchenstuhles in der Michaeliskirche im nahe gelegenen Hohenaspe und stiftete für die Bonifatiuskirche  in Schenefeld im Jahr 1637 eine Altarumkränzung. Für dieses Jahr 1637 ist eine Urkunde vorhanden, die ihn und damit seine Schwester Wiebeke als Bruder bzw. Schwester eines Claus Kruse in Puls im Kirchspiel Schenefeld nachweist. Die Familie Kruse ist spätestens seit der ersten Hälfte des 16. Jahrhunderts in Puls ansässig mit mehreren Trägern des Namens Claus Kruse. Eine weitere Schwester wird, allerdings nicht namentlich, vom zeitgenössischen Arzt und Botaniker Otto Sperling in seiner Selbstbiografie genannt.
Die häufig genannte Herkunft aus Föhrden-Barl vom Hof des dortigen Hufners Hans Kruse ist urkundlich nicht belegt und wohl einer Legendenbildung aufgrund der Namensgleichheit und der örtlichen Nähe zuzuschreiben. Diese Herkunft hat jedoch durch den Roman Wiebeke Kruse der Johanna Mestorf (veröffentlicht 1866) nachhaltigen Eingang in die Ortsgeschichten gefunden und ist vielfach tradiert worden.

### Mätresse des Königs
Wiebeke Kruse kam um 1625 an den dänischen Hof in die Dienste (wohl als Waschmagd) der Kirsten Munk. Kirsten Munk war die zweite Ehefrau des dänischen Königs Christian IV. Zwölf Kinder entstammten dieser morganatischen Ehe. Kirsten Munk unterhielt im Jahre 1628 eine intensive Liebschaft mit dem in Diensten Christians stehenden Rheingrafen Otto von Salm, die von Christian aufgedeckt wurde. Christian zweifelte daher die Vaterschaft des letzten Kindes (* 1. September 1629) an. Kirsten Munk wurde vom Hofe entfernt und auf ihre Güter verbannt. Alle Bediensteten wurden entlassen. Wiebeke Kruse kam in die Dienste von Kirstens Mutter Ellen Marsvin, die zu den größten Landbesitzern in Dänemark gehörte und aufgrund der Ehe ihrer Tochter großen Einfluss auf den König besaß. Auf deren Gütern traf Christian Wiebeke 1629 und begann wohl eine intime Beziehung zu ihr. Wiebeke Kruse übernahm fortan die Rolle seiner Lebensgefährtin. Einige Veröffentlichungen sprechen davon, dass Ellen Marsvin sie dem König „ins Bett geschoben“ habe, um Einfluss bei Hofe zu behalten.
Der König ließ ein Gut suchen, das als Versorgung für Wiebeke geeignet schien. Es wurde der Stedinghof in Bramstedt in Holstein, der aufgrund von Erbstreitigkeiten und der Kriegsereignisse (1628 brannte der Flecken Bramstedt in großen Teilen ab) in Not geraten war. Christian IV. arrondierte den Gutsbesitz, legte das Land Gayen und die Mühle Bramstedt hinzu, letztere als erblichen Besitz für alle direkten Nachkommen. 1633 wurde der Besitz auf Wiebeke überschrieben und für sie das Bramstedter Schloss errichtet und die übrigen Gebäude in Folge saniert – zum Teil unter Regie ihres Bruders Hinrich, der zeitweise auch Hausvogt in Segeberg war. Ob Wiebeke Kruse das Gut tatsächlich als Wohnort genutzt hat, ist urkundlich nicht feststellbar. 1638 erhielt sie außerdem den Königshof in Glückstadt zum Geschenk, woran dort bis heute der Wiebke-Kruse-Turm erinnert.
Der Verbindung mit Christian IV. entstammten zwei Kinder:
- Ulrich Christian Gyldenløve (* 7. April 1630 Ibstrup oder Jägersborg/DK; † 11. Dezember 1658 bei Kopenhagen an „Erschöpfung im Kampf“)
- Elisabeth Sofie Christiansdatter (* 1633 in Bramstedt?; † 20. Januar 1654 beerd. 16. März 1654 in Kiel, St. Nikolai-Kirche)

Als Christian IV. am 28. Februar 1648 starb, jagten die Schwiegersöhne der Kirsten Munk, voran Corfitz Ulfeldt und  Christian von Pentz, Wiebeke Kruse vom Hof in Kopenhagen. Sie war zu diesem Zeitpunkt krank. Die Tochter war gerade 14 Jahre alt und der Sohn befand sich auf einem Feldzug – die Mutter war ohne Schutz. Ulfeldt versuchte sie mit einem Gerichtsprozess zu belangen. In ihr neues Domizil am Rande Kopenhagens soll er fast täglich Boten geschickt haben, um zu erfragen, „ob sie noch lebe“.
Am 28. April 1648 starb Wiebeke Kruse. Eine Todesursache ist nicht bekannt, ein unnatürlicher Tod kann nicht ausgeschlossen werden. Auf Ulfeldts Anweisung wurde der Leichnam vor den Toren der Stadt auf einem gewöhnlichen Leichenplatz bestattet.

## Ereignisse nach ihrem Tod
Der Nachlass wurde verwüstet, so dass heute kaum Archivalien über Wiebeke Kruse zu finden sind. Im Schloss Rosenborg ist ein Paar Ohrringe ausgestellt. Diese ließ Christian IV. nach der Seeschlacht auf der Kolberger Heide fertigen, bei der er von Granatsplittern verletzt wurde. Die Ohrringe sind aus zwei Splittern gefertigt, die ihm operativ entfernt wurden.
Der Sohn Ulrich Christian ließ den Leib der Mutter nach seiner Rückkehr exhumieren und nach seinem Landsitz Ulriksholm/Fünen überführen. Dort wurde sie der Überlieferung nach in der Kirche in Kölstrup beigesetzt und fand ihre letzte Ruhe.
Die Tochter Elisabeth Sofie heiratete nur wenige Wochen nach dem Tod der Mutter – rund 15-jährig – den fast 20 Jahre älteren Witwer Generalmajor Claus von Ahlefeldt (1614–1674). Sie hatten zusammen eine Tochter, bevor Elisabeth Sofie bereits 1654 verstarb und in der Nikolaikirche in Kiel im Familiengrab der von Ahlefeldts beigesetzt wurde. Ulrich Christian fiel nur vier Jahre später im Jahre 1658 bei der Verteidigung Kopenhagens. Sein Nachfolger wurde sein Schwager Claus von Ahlefeldt. Gut Bramstedt und Ulriksholm gingen an Elisabeth Sofies Tochter Christine aus der Ehe mit Claus von Ahlefeldt.